# Tribhuvannagar
Tribhuvannagar, ook Tribhuwan Nagar, tegenwoordig Ghorai of Ghorahi of Ghoragi (Nepalees:  त्रिभुवननगर
) is een stad (Engels: municipality; Nepalees: nagarpalika) in het zuiden van Nepal, en tevens de hoofdstad van het district Dang. De stad telde bij de volkstelling in 2001 43.126 inwoners, in 2011 62.928 inwoners.